# Smith & Wesson Модель 19
S&W Модель 19 — револьвер виробництва компанії Smith & Wesson на рамці K. Модель 19 розроблена під набій .357 Magnum. Рамка K дещо менша та легша за оригінальну рамку N .357, яка зазвичай відома як S&W Модель 27.

## Історія
Набій .357 Magnum є найстарішим набоєм "magnum" для ручної зброї. Саме компанія Smith & Wesson зіграла важливу роль в розробці і успішному поширенні набою та револьверу під цей набій. До розробки набою приклав свою руку збройний письменник та експериментатор Філіп Шарп в 1930-х роках коли поліція видала запит на більш потужний набій. Ден Вессон ІІ погодився розробити новий револьвер який буде мати "високу інтенсивність" зарядів .38 Special, але якщо Вінчестер розробить новий набій. Елмер Кейт, відомий автор та авантюрист того часу, експериментував з зарядами для набоїв .38 Special, які перевищували його оригінальні специфікації, використавши нові та кращі рамки, і також зробив великий внесок у розробку набою .357 Magnum. Вінчестер представив набій .357 Magnum, який за параметрами був ідентичним до набою .38 Special окрім довжини гільзи в .125 дюйми, а перші револьвери (відомі як ".357 Magnum Models") були представлені компанією S&W 8 квітня 1935.
Помічник головного патрульного інспектора Прикордонної служби США у відставці, відомий стрілець та письменник Білл Джордан консультувався з Smith & Wesson з приводу конструкції та характеристик Моделі 19. Джордан висловлювався за так звану зброю, як "мрія офіцера миру" з важким чотиридюймовим стволом на рамці K .357 Magnum зі стволом в кожусі як у великого револьвера на рамці N .357 та регульованими прицілами. Після року експериментів зі сталями покращеної міцності та спеціальними процесами термообробки, результатом став .357 Combat Magnum (який пізніше отримав назву Модель 19). Револьвер з першим серійним номером (K260,000) презентували Джордану 15 листопада 1955.
Револьвер .357 Magnum мав чотиридюймовий ствол були стандартними револьверами офіцерів колишньої служби імміграції та натуралізації США, а також патрульних Прикордонної служби США до переходу на самозарядні пістолети .40 калібру.
Модель зі стволом 2,5 дюйми .357 Magnum була стандартною зброєю спеціальних агентів колишньої служби імміграції та натуралізації США, а також патрульних Прикордонної служби США до переходу на самозарядні пістолети .40 калібру.

## Стилі
Модель 19 мала воронену вуглецеву сталь або нікельовану обробку з дерев'яним або гумовим бойовим руків'ям, регульований приціл, повний або скорочений наполовину курок, зубчасту широку запобіжну скобу або бойову скобу, і мав стволи довжиною 2.5" (3": рідка Модель 66), 4" або 6-дюймові стволи. Вага становила 30,5 унцій, 36 унцій та 39 унцій, відповідно. Версії зі стволами довжиною 2.5- та 3-дюйми мали круглі торці, а інші - квадратні.
Модель 19 випускали з 1957 по листопад 1999. Модель 66 випускали з 1970 по 2005 роки. Модель 66 відрізнялася тим, що випускалася з неіржавної сталі та з гладкою скобою спускового гачка. Модель 68 стала невеликою партією револьвера Моделі 66, яка випускалася для дорожньої поліції Каліфорнії та департамента поліції Лос-Анджелеса під набій .38 Special з 6-дюймовим стволом. Модель 19 та Модель 66 мали однакові спускові гачки.
Інженерні зміни позначалися після "тире-" в номері моделі. Інженерні зміни є наступними:

## Варіанти Моделі 19
| Модель | Рік  | Модифікація                                                                                                 |
| ------ | ---- | --- |
| 19     | 1957 | Перша модель                                                                                                |
| 19-1   | 1959 | Заміна кожуха екстрактора.                                                                                  |
| 19-2   | 1961 | Заміна стопора барабана, прибрано гвинт захисної скоби                                                      |
| 19-2   | 1963 | Модель з 6-дюймовим стволом                                                                                 |
| 19-2   | 1963 | 50 штук випущено зі стволом 2.5 дюйми, діапазон серійних номерів K544672–K544721                            |
| 19-2   | 1966 | Представлено ствол 2.5 дюйми, як стандартний                                                                |
| 19-3   | 1967 | Переміщення гвинта цілика                                                                                   |
| 19-3   | 1968 | Прибрано діамантову вставку руків'я                                                                         |
| 19-4   | 1977 | Заміна газового кільця з хомута на циліндр                                                                  |
| 19-5   | 1982 | Збільшено довжину барабану до 1.62 дюйми                                                                    |
| 19-6   | 1988 | Нова система утримання хомута; радіусний стрижень; носова втулка курка.                                     |
| 19-6   | 1992 | Воронена обробка лише для каталогу                                                                          |
| 19-7   | 1994 | Додано синтетичне руків'я Uncle Mike Combat; рамка свердлена; замінено екстрактор; замінено цілик           |
| 19-7   | 1995 | Прибрано квадратний торець                                                                                  |
| 19-7   | 1996 | Знято з виробництва 6 дюймову версію; розпочато поставки в блакитних пінопластових коробках                 |
| 19-7   | 1997 | Заміна на литий курок, поставки з курковим замком                                                           |
| 19-8   | 1998 | Заміна конструкції рамки, прибрано стопор барабану, зубчасті хвостовики                                     |
| 19-8   | 1998 | Додано внутрішній замок, додано литий курок з плаваючим ударником                                           |
| 19-8   | 1999 | Припинено випуск версії зі стволом 2.5 дюйми                                                                |
| 19-9   | 2018 | Повторне представлення револьвера зі стволом 4.25 дюйми та Performance Center Carry Comp зі стволом 3 дюйми |

### Модель 66
- 66 (1971): Штампування на кожній моделі.
- 66-1 (1977): Заміна газового кільця з хомута на циліндр.
- 66-2 (1982): Дещо подовжено барабан.
- 66-3 (1986): Нова система утримання хомута/радіусна шпилька/носова втулка курка.
- 66-4 (1994): Заміна цілика, свердлена рамка, представлено руків'я Uncle Mike, заміна екстрактора.
- 66-5 (1998): Заміна конструкції рамки: прибрано стопор барабана/прибрано зубчасті хвостовики/заміна курка на литий курок з плаваючим ударником/заміна внутрішнього замка.
- 66-6 (2002): Заміна внутрішнього замка.
- 66-7 (?): Ствол з двох частин та внутрішній замок,
- (2005): Знято з виробництва.
- 66-8 (2014): Повторна поява зі стволом 4.25 дюйми в 2014, а в 2017 представлено версію зі стволом 2.75 дюйми.

### Модель 68
- 68 (1977): Представлення

## Кримінальне використання та законодавство
Два M19 було використано в 1996 році під час різанини в Данблейні. Це призвело прийняття закону про вогнепальну зброю (Поправка) 1997 року та закону про вогнепальну зброю (Поправка) (№ 2) 1997 року, за яким було заборонено ручну зброю в Великій Британії.